# Eslovaquia en los Juegos Olímpicos de Turín 2006
Eslovaquia estuvo representada en los Juegos Olímpicos de Turín 2006 por un total de 58 deportistas que compitieron en 9 deportes.  
El portador de la bandera en la ceremonia de apertura fue el deportista de luge Walter Marx.

## Medallistas
El equipo olímpico eslovaco obtuvo las siguientes medallas:
| Nombre         | Deporte   | Competición      |
| -------------- | --------- | ---------------- |
| Oro            |           |                  |
| —              |           |                  |
| Plata          |           |                  |
| Radoslav Židek | Snowboard | Campo a través M |
| Bronce         |           |                  |
| —              |           |                  |